# Life After Life
Pour plus de détails, voir Fiche technique et Distribution.
Life After Life (Zhi fan ye mao) est un film chinois réalisé par Zhang Hanyi, sorti en 2016.

## Fiche technique
- Titre original : Zhi fan ye mao
- Titre français : Life After Life
- Réalisation : Zhang Hanyi
- Scénario : Zhang Hanyi
- Pays d'origine : Chine
- Format : Couleurs - 35 mm
- Genre : drame
- Durée : 80 minutes
- Date de sortie : 2016

## Distribution
- Zhang Li : Leilei / Xiuying
- Zhang Mingjun : Ming Chun